# Toufik Zerara
Toufik Zerara est un footballeur international algérien né le 3 février 1986 à Mulhouse en France. Il évolue actuellement en tant que capitaine dans le club futsal du FC Kingersheim qui évolue en D1 futsal en France. 
Il compte une unique sélection en équipe nationale Algérienne, en 2012.

## Carrière de joueur
Il évolue à ses débuts au poste d'ailier gauche. Il commence au FC Kingersheim, puis au FC Mulhouse. En 2001, il fait partie de l'équipe de la Ligue d'Alsace des 14 ans. Il rejoint en 2002 le centre de formation du FC Sochaux. Il signe en pro pour son club formateur du FC Sochaux-Montbéliard durant l'été 2006 avec lequel il gagne la Coupe de France.
Il est appelé à plusieurs reprises en équipe de France, avec laquelle il totalise 24 sélections et une participation aux jeux de la Francophonie 2005, au Niger.
Il rejoint le championnat de Belgique (Jupiler Pro League) dans le club du Germinal Berschot Anvers pour la saison 2007, avant de s'envoler la saison suivante pour les Émirats arabes unis au club Al-Dhafra.
Début décembre 2009, Toufik Zerara signe au Falkirk FC dans lequel il a fait bonne impression durant son contrat, ; les dirigeants écossais doivent toutefois s'en séparer à contre-cœur pour problème financier.
Après quelques mois en Écosse, il retourne à son ancien club émirati d'Al-Dhafra, à Abou Dabi. Il rejoint le SR Colmar, club de National qu'il aide à retrouver le haut du tableau.
Il a joué en première division algérienne dans le club JSM Béjaïa dans lequel il s'est révélé être un des meilleurs joueurs du championnat algérien. Il participe avec la JSMB à la ligue des champions africaine durant la saison 2012 et la saison 2013.
Depuis 2023 il évolue en tant que capitaine au club de futsal du FC Kingersheim qui évolue en D1 en France.
Toufik Zerara s'engage avec l'ES Sétif pour les saisons 2014 et 2015, club avec lequel il atteint les quarts de finale à la coupe du monde des clubs de la FIFA 2014 au Maroc.

## Palmarès

### En club
- Vainqueur de la coupe de France en 2007 avec le FC Sochaux-Montbéliard.
- Vice-champion d'Algérie en 2012 avec la JSM Béjaïa.
- Champion d'Algérie en 2015 avec l'ES Sétif.
- Vainqueur de la supercoupe d'Algérie en 2013 et 2015 avec l'ES Sétif.
- Vainqueur de la Ligue des champions de la CAF en 2014 avec l'ES Sétif.
- Participation à la Coupe du monde des clubs de la FIFA 2014 au Maroc avec l'ES Sétif.
- Vainqueur de la supercoupe de la CAF en 2015 avec l'ES Sétif.
- Champion d'Algérie en 2018 avec le CS Constantine.
- Champion d'Algérie 2020 avec le CR Belouizdad.

### individuel
- Meilleur joueur du Championnat d'Algérie 2014-2015.